# Sevia bicarinata
Sevia bicarinata är en insektsart som först beskrevs av Fabricius 1803.  Sevia bicarinata ingår i släktet Sevia och familjen kilstritar.
Artens utbredningsområde är Panama. Inga underarter finns listade i Catalogue of Life.